# E-40
Earl Stevens (Vallejo, 15 november 1967), beter bekend als E-40, is een Amerikaans rapper. Hij is een voormalig lid van de rapgroep The Click, en de oprichter van Sick Wid It Records. Hij heeft meer dan tien albums, verscheen op tal van soundtracks, en heeft ook gastoptredens gedaan op diverse andere rapalbums. In eerste instantie een underground-artiest, toonde zijn solo-album  van 1995 In a Major Way hem aan een breder publiek. Beginnend in 1998, begon hij samen te werken met meer mainstream-rappers buiten de Bay Area. Hij steeg in populariteit in 2006 met zijn single Tell Me When to Go, dat door Lil Jon werd geproduceerd.

## Biografie
E-40 maakte zijn rapdebuut in 1990, met de EP Let's Side als lid van The Click. In 1992 brachten ze hun tweede album uit, Down and Dirty, en in 1993 maakt E-40 zijn solodebuutalbum, Federal. Met zijn volgende EP The Mail Man, kreeg de rapper meer erkenning.
E-40 is opgenomen in tien albums, met inbegrip van The Click. Met zijn karakteristieke stem is hij ook te horen op diverse soundtracks en op albums van andere artiesten. Hij heeft samengewerkt met veel West Coast rappers als Ice Cube, Tupac Shakur en Too Short.
Na het voltooien van zijn contract bij het label Jive Records tekende hij bij Lil Jons BME Recordings en Warner Bros. Records.
De single "Tell Me When To Go", met Keak da Sneak, werd een hit in het hele land. Zijn album My Ghetto Report Card debuteerde op #1 in de Billboard 200 op 14 maart 2006. Uitgebracht door Sick Wid It/BME/Warner Bros Records, werd het album gekenmerkt met producties van Lil Jon, Rick Rock, en E-40's zoon, Droop-E. De volgende single was "U and Dat", uitgebracht in april, samen met T-Pain en Kandi, geproduceerd door Lil Jon, en was een groot succes.
In 2008 bracht hij zijn album The Ball Street Journal uit, waaraan samen werd gewerkt met onder andere Ice-T, The Game en T-Pain. De enige single van het album werd "Wake It Up" met Akon. Het album kwam uit op 24 november van dat jaar.

## Discografie
Albums
- Federal (1993)
- In a Major Way (1995)
- Tha Hall of Game (1996)
- The Element of Surprise (1998)
- Charlie Hustle: The Blueprint of a Self-Made Millionaire (1999)
- Loyalty & Betrayal (2000)
- Grit & Grind (2002)
- Breakin' News (2003)
- My Ghetto Report Card (2006)
- The Ball Street Journal (2008)
- Revenue Retrievin': Day Shift (2010)
- Revenue Retrievin': Night Shift (2010)
- Revenue Retrievin': Overtime Shift (2011)
- Revenue Retrievin': Graveyard Shift (2011)
- The Block Brochure: Welcome to the Soil 1 (2012)
- The Block Brochure: Welcome to the Soil 2 (2012)
- The Block Brochure: Welcome to the Soil 3 (2012)